# Неделя святых праотец и Неделя святых отец
Неделя святых праотец и Неделя святых отец — две последних недели, то есть воскресенья Рождественского поста, «посвященных воспоминанию прародителей Спасителя и всех ветхозаветных праведников, ожидавших Его пришествия».
Неделей святых отцов также сокращённо называют седьмую неделю по Пасхе, полное название которой — Неделя святых отец Первого Вселенского Собора.

## Общие сведения
Согласно объяснению Гермогена Шиманского, наименование «Неделя святых праотец» указывает лишь на порядок следования, то есть на то, что Неделя святых праотец предшествует Неделе святых отец.
В службе этих двух праздников «наибольшее внимание уделяется пророку Даниилу и трем отрокам», нахождение которых «в пещи огненной» стало прообразом Рождества Христова: как пребывание трех отроков в огне печи не причинило им вреда, так и Рождество Христово не опалило (не повредило) «Утробу Девичу».
«Неделя святых праотец приходится на промежуток с 11 декабря (24 декабря) до 17 декабря (30 декабря)», а Неделе святых отец соответствует промежуток с 18 декабря (31 декабря) до 24 декабря (6 января).

## Пещное действо
К одному из этих воскресных дней (как правило — к первому) в Русской православной церкви в XVI–
XVII веках было приурочено особое богослужение — чин воспоминания сожжения в печи трёх отроков (так называемое пещное действо).